# Södermanlands runinskrifter 270

Sö 270 är en runhäll belägen bakom ett hus i Tyresta by i Österhaninge socken och Haninge kommun på Södertörn.

## Inskrift
Translitterering av runraden:
far(e)biarn : lit : hagua : stain : et : haulf : sun · si- : hal(t)an : hiak : runa
Normalisering till runsvenska:
Farbiorn/Frøybiorn let haggva stæin at Haulf, sun si[nn]. Halfdan hiogg runaʀ.
Översättning till nusvenska:
Farbjörn lät hugga stenen efter Håulv, sin son. Halvdan högg runorna

## Ornamentik
Ornamentikens ormslinga är kopplad med ett lås i ristningens nedre del. Slingen inramar ett kristet kors och ovanpå står en tupp, som är vänd åt vänster. I Haninge kommunvapen ingår en tupp, en hane, hämtad från Österhaninge landskommuns vapen där den stod på ett kors. Tuppen har symbolisk betydelse i såväl kristendomen som i den nordiska mytologin. I Haninge tolkas dock fågeln på runstenarna som en skogstupp. Vapnet inspirerades av denna ristning och de båda runstensfragmenten i Tungelsta, Sö 245 och Sö 247. 
Stenen är listad i Riksantikvarieämbetets databas under "Raä Österhaninge 140:1".